# 魚雷

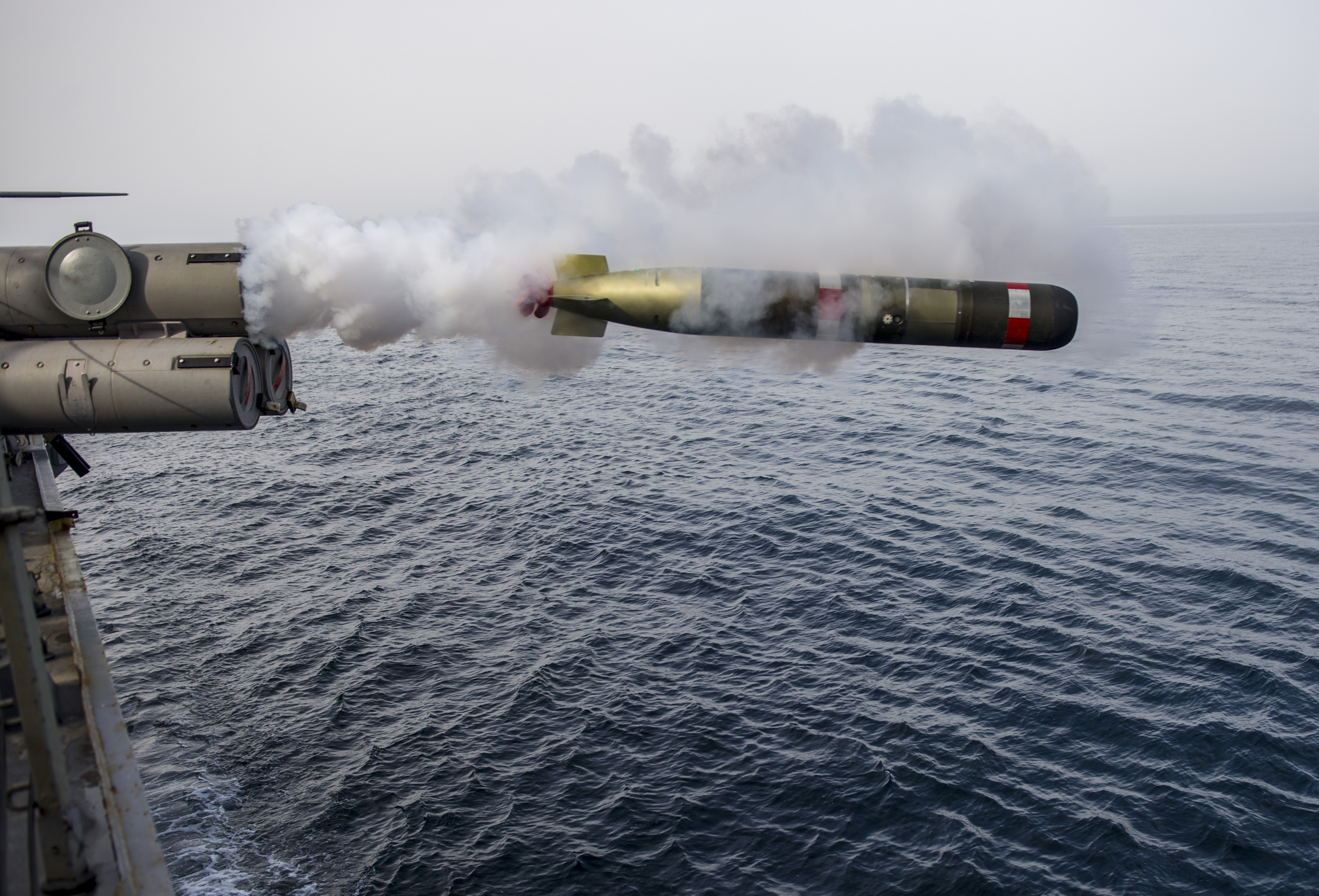
米軍のルーズベルト（ミサイル駆逐艦）から発射されるMk54魚雷。

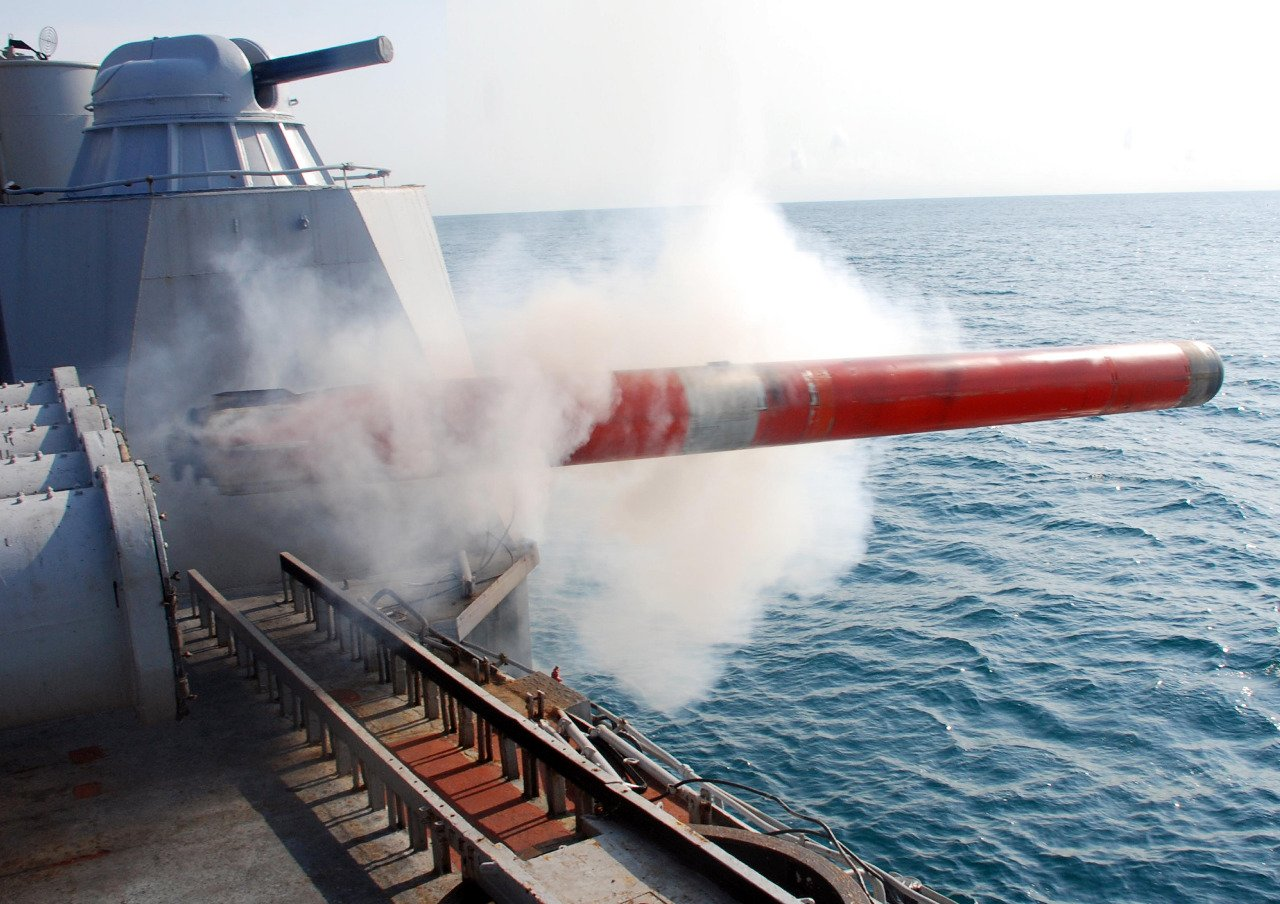
インド海軍のVarunastra。（長魚雷の一種）

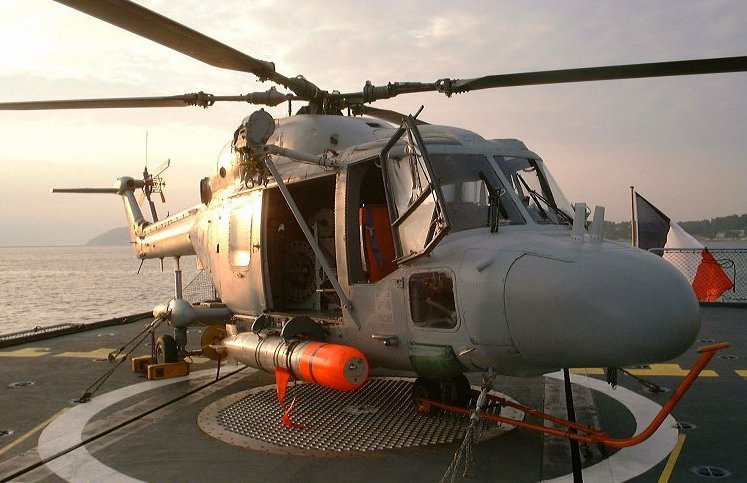
Mk46を搭載したLynx WG13ヘリコプター（フランス）

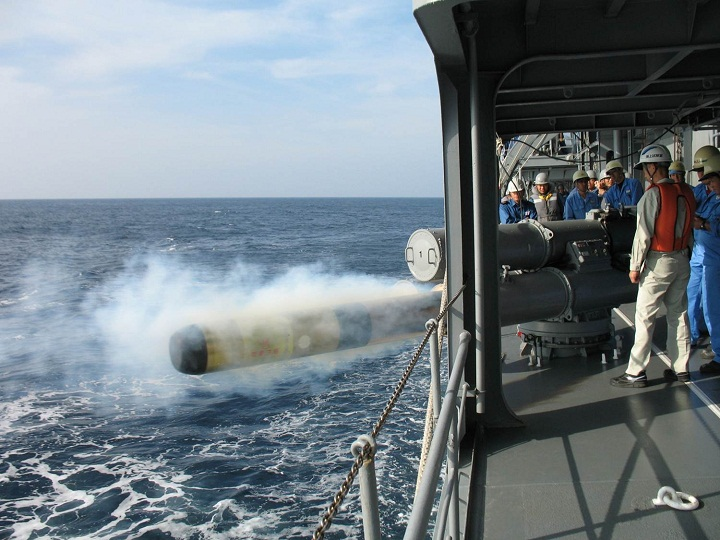
海上自衛隊の12式魚雷

魚雷（ぎょらい、英: torpedo トーピードウ）は、水中を航行し、目標の艦船類を浸水や爆発によって破壊することを目的とした兵器。
日本語の「魚雷」は「魚形水雷」の略称である。
魚雷は葉巻型の筐体に弾頭・エンジン・推進機を搭載している。高度な魚雷では、航行の深度を感知するセンサーや水平方向の針路を計測するジャイロスコープを備える。
また、弾頭を搭載しない特殊な用途の魚雷も一部存在する。
魚雷は、水上艦船に対して使用した場合、喫水下の部分を破壊することで、敵艦船に浸水を引き起こし効果的にダメージを与える事ができる。また、潜水艦に対しても沈没につながる致命傷を与えやすい。
第二次世界大戦ころまでは主要な対水上艦兵器であり、中小型の水上艦、潜水艦、雷撃機、艦上攻撃機などに搭載されて運用された。その後、水上艦が用いる対水上艦兵器としては対艦ミサイルが主力になったが、より先進的な誘導能力を付与された魚雷も引き続き広く配備・運用されている。
現代の魚雷は大きく2つに分類でき、対水上艦用の大型・長射程のものを「長魚雷」ないし「重魚雷」、対潜水艦用の小型・短射程ものを「短魚雷」ないし「軽魚雷」と呼ぶ。
魚雷・爆雷を用いて攻撃することを雷撃、魚雷の命中や爆雷の爆発を浴びる事を被雷と呼ぶ。
魚雷は他の兵器と比較して高価であり、維持管理も困難であるため、国家規模で運営される軍隊でしか運用されない。海洋障害物の除去などに用いられることは少なく、もっぱら攻撃兵器として使用される。
魚雷には軍事機密が多く含まれ、かつ使用される頻度も少ないことから、最新の魚雷については不明な点が多い。

## 概要
開発当初の魚雷は信頼性が低かったが、航走距離の延伸、命中率を向上させるために多くの技術改良がなされる一方で、その防御方法も編み出された。初期の魚雷は単純なジャイロ誘導であり、直進することしかできなかった。当時は低い命中率を補うため同時に複数の魚雷を扇状に発射し、いずれか1本でも命中することを期待する戦術を採っていた（通常、商船など低速な目標に対しては1-2本だが、軍艦などの高速な目標に対しては4-6本発射していた）。第二次世界大戦時から、艦船が出す音響などを感知して追跡するホーミング魚雷の開発・配備が進んだ。
魚雷の発射にはいくつかの方法がある。潜水艦においては魚雷発射管を用い、管に装填した魚雷を高圧空気または水圧で押し出す。潜水艦の運動性能が低かった時代には、艦首と艦尾に発射管を装備しているのが一般的であった。潜水艦の速度が向上した現在では、対戦する艦船に近距離追尾される状況が減ったので、艦首だけに装備することがほとんどである。
水上艦においては、喫水線下（第一次世界大戦頃までの戦艦）または甲板（第二次世界大戦頃までの巡洋艦や駆逐艦）、艦首付近（初期の小型艇）に設置された魚雷発射管を用いることが一般的であった。魚雷艇（PTボート、Sボート）などでは、甲板上から側方や後方へ落射させるものもあった。航空機からの発射（航空魚雷）では、第二次世界大戦時は飛行する航空機（雷撃機）から投下する方法が主であった。
第二次世界大戦時においては、艦艇への攻撃力として高く期待されていたため、各国において威力向上・誘導方法の向上が検討されており、現在のミサイルに近い高価・高度な兵器として扱われた。
反面、魚雷は艦船にとって防御上の弱点にもなり得た。魚雷兵装は甲板上に合計数百キログラムから数トンにもなる爆薬がほぼ無防備に置かれている状態であり、特に装甲防御を持たない駆逐艦では機銃や砲弾破片程度でも魚雷の弾頭が爆発する危険があり、第二次世界大戦では搭載魚雷の爆発による轟沈艦が多数出ている。戦艦の一部に装備されていた魚雷発射管は戦間期に撤去が進み、巡洋艦の中には魚雷が弱点となることを嫌って搭載しない艦も多かった。

第二次世界大戦頃までは一部の海岸防衛施設にも配備され、実戦で戦果を挙げた例もある（オスロフィヨルドの戦い）。

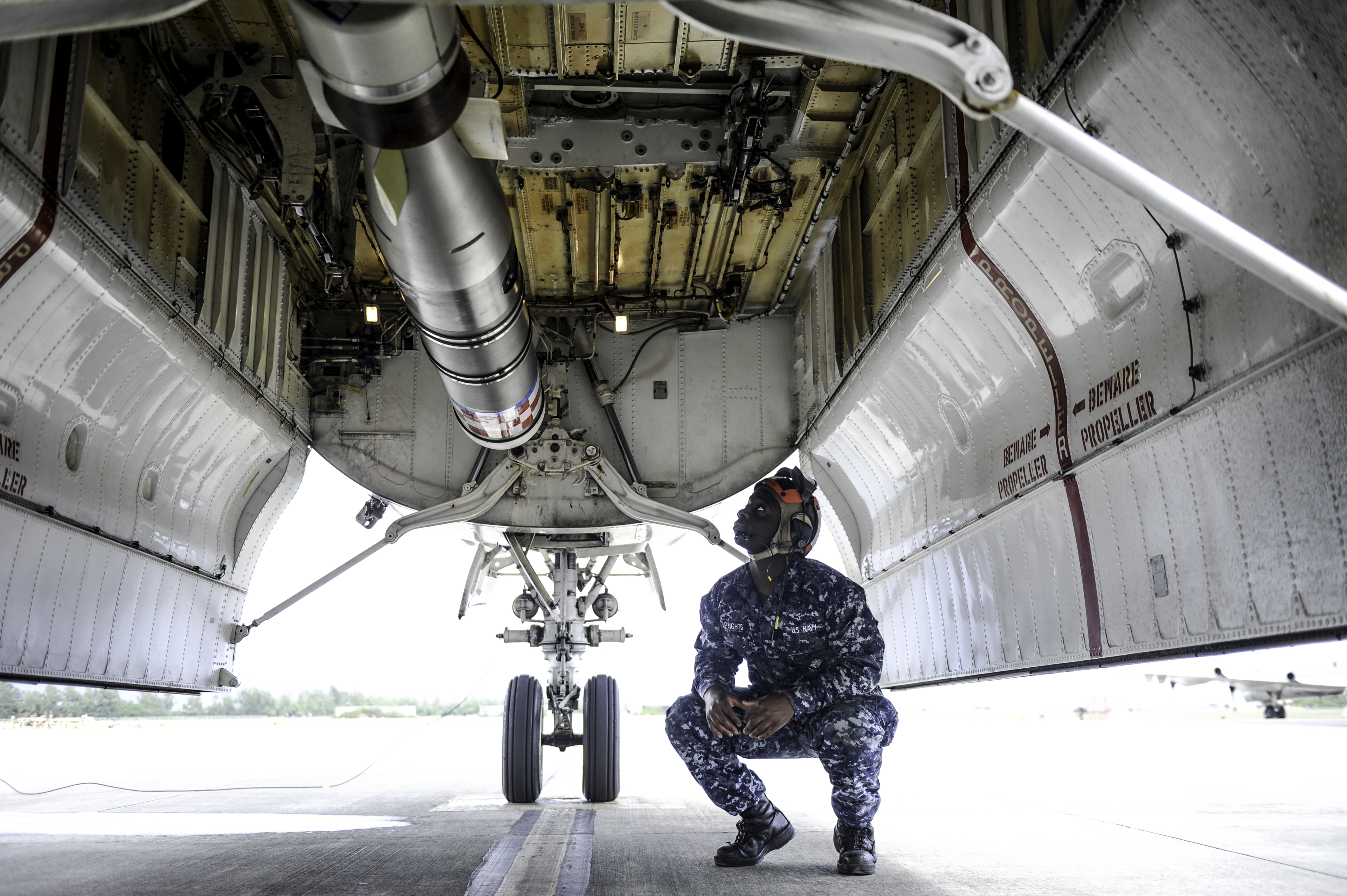
P-3哨戒機のウエポンベイに搭載されたMk54魚雷

現代では甲板上の魚雷発射管から水中に向けて射出する従来の方法に加え、魚雷にロケットエンジンを装着したアスロックなどの対潜ミサイルをミサイル発射装置で発射する方法や、ヘリコプターや対潜哨戒機等で魚雷を投下する方法が採られている。これは対潜前投兵器の発展と見ることもでき、艦船から自由自在な位置に誘導魚雷を投下する手法の一つでもある。対潜ミサイルや航空機から投下された魚雷はパラシュートを装着した状態で落下し、軟着水した後に目標の追尾を開始する。
現代の魚雷は、主に対潜水艦戦を想定して製作されており、音波を利用した誘導装置を搭載している。また有線誘導型も利用されている。
魚雷の対抗手段としてはデコイが主流であるが、魚雷迎撃用の魚雷も研究されている。

## 歴史
現在 torpedo （魚雷） と呼ばれる自航式の魚雷が発明されるまで、torpedoという単語は、ラテン語で海底に隠れて獲物を電気で麻痺させるシビレエイを由来とし、現代で言うところのブービートラップや地雷、機雷も意味するものだった。南北戦争当時に多用された外装水雷 （英:スパートーピード〈Spar torpedo〉）もこれであり、長い竿の先に爆薬を取り付けて敵艦の吃水線下で爆発させる刺突爆雷の一種である。初期の水雷艇や潜水艇の主要武器であったが、体当たりするまで接近する必要があるので危険で、成功したとしても自分も爆発に巻き込まれる場合も多く、ほとんど特攻兵器と言って差し支えがないが、南北戦争ではスループや装甲艦を沈めるそれなりの成果を上げており、有効性もあるため用兵側からは改良が望まれていた。

### ホワイトヘッド魚雷
史上初の自航式魚雷（自走式魚雷）のプロトタイプは、オーストリア＝ハンガリー帝国海軍士官ジョヴァンニ・ルッピス （クロアチア語: Ivan Lupis） と イギリス人技術者ロバート・ホワイトヘッドによって1866年に完成したホワイトヘッド魚雷である。ルッピスはオーストリア・ハンガリー帝国の港町フィウーメ(現在のクロアチアのリエカ) 出身のオーストリア＝ハンガリー帝国海軍士官であり、ホワイトヘッドはイギリス人技術者で町工場の経営者だった。1864年、ルッピスはホワイトヘッドに、陸からロープを引っ張ることによって駆動する浮遊兵器、salascoste （沿岸防御機の意） の計画を披露し、これを完成させるための契約を行った。ルッピスの計画では、時限式のモーター、接続されたロープ、海面上を攻撃する方法によって、遅くて取り回しのきかない兵器になっていた。ホワイトヘッドはすぐには改善できなかったが、検討を続け、やがて圧縮空気により水中を自ら進むよう設計された管状の装置、Minenschiff （機雷船の意） を開発した。これによって初の自航式魚雷が完成し、1866年12月21日に開かれたオーストリア帝国海軍の委員会で公式に発表された。初期には適切な深度を保つことが非常に難しかったが、ホワイトヘッドは1868年にPendulum-and-hydrostat_control という、振り子と水平舵により魚雷が適切な深度になるように調整する制御方法を開発し、克服した。オーストリア政府がその発明に投資することを正式に決定した後、ホワイトヘッドはフィウーメに最初の魚雷工場を設け、1870年には、最大約1,000ヤード (910 m)、6ノット (11 km/h) になるまで改善し、1881年までに国外10カ国に輸出された。魚雷は圧縮空気を動力源とし、ニトロセルロースを爆薬として充填していた。ホワイトヘッドは効率化をすすめ、1876年に18ノット (33km/h)、1886年には24ノット (44km/h) 、1890年には30ノット (56km/h) のデモンストレーションを行うまでになった。
世界で初めて航洋艦から航洋艦に対して魚雷が使用されたのは1877年5月29日17時14分、イギリス海軍機帆走巡洋艦「シャー」からペルー海軍(反乱軍が使用)砲艦「ワスカル」への雷撃であるが、これは命中はしなかった。
またこの魚雷は露土戦争の戦闘で試用され、1878年1月16日にオスマン帝国汽船「インティバー (Intibah)」は、ロシア帝国海軍の水雷艇が装備したホワイトヘッド魚雷によって撃沈された。これは史上初の自航式魚雷による戦果であった。

### 水雷艇
魚雷は、大砲と比べ小型な発射機で運用できる上、砲弾よりも多くの火薬を搭載して目標にぶつけることができるので、モーターボートのような船でも大型戦艦を撃沈する能力をもっていた。そのため魚雷が実用化された1870年代には魚雷を搭載した小型艇として水雷艇が開発された。水雷艇は大型艦に肉薄し、魚雷による攻撃を行った。水雷艇を駆逐し大型艦を守るために駆逐艦（水雷艇駆逐艦）が開発されたが、魚雷が駆逐艦の主兵装の一つだったため、駆逐艦が水雷艇の役割も果たすようになった。日本では、水雷艇が、より大型化し外洋航行能力を獲得した駆逐艦と、沿岸海域での運用に特化し小型化・高速化を追求した魚雷艇に分化したと捉えられている。さらに潜水艦による水中からの魚雷攻撃や航空機から投下される魚雷（航空魚雷）も第一次世界大戦中から実戦使用が開始され、第二次世界大戦中には対艦攻撃手段として広く用いられるようになった。
第二次大戦中の魚雷は、日本軍の酸素魚雷のように二重反転スクリューで推進されるものが多い。回転軸が同じで前後に重なった二つのスクリューが逆方向に回転してトルクを打ち消すことにより、本体の回転による推進力の低下を防いで効率よく前進する方式である。

### 日本海軍と魚雷

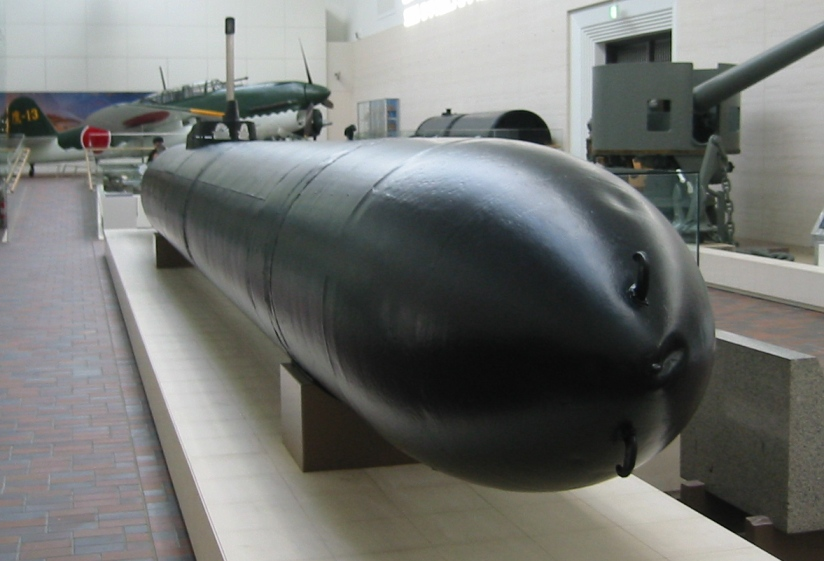
遊就館に展示されている回天一型

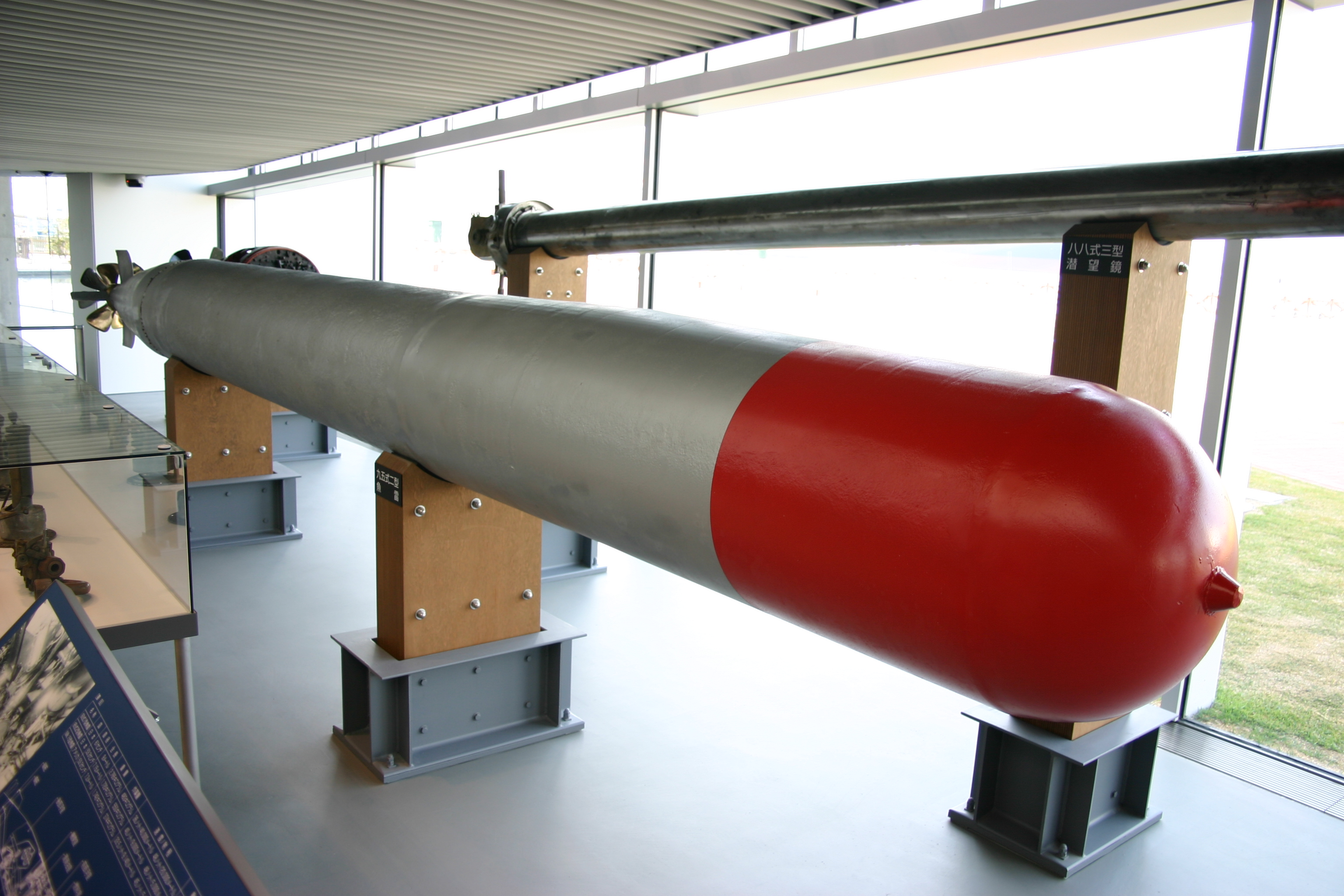
大和ミュージアムに展示されている九五式魚雷

日清戦争での水雷艇による威海衛夜襲の戦果と、日露戦争の日本海海戦夜戦における水雷艇と駆逐艦の活躍により、日本海軍は魚雷の有用性に注目して高性能な魚雷の開発に力を注いだ。
1933年（昭和8年）に日本海軍は酸素魚雷を開発・実用化し、第二次世界大戦において使用していた。レーダーが一般化するまで日本海軍は夜戦を得意としており、水雷戦隊によって敵に大きな損害を与え続けた。アメリカ海軍の重巡洋艦が魚雷発射管を廃止していたのに対し、日本海軍の重巡洋艦は多数の魚雷発射管を装備していたことにも、日本海軍の雷撃戦重視がうかがえる。大戦中に日本軍が使用した酸素魚雷は、米軍の魚雷に比べて炸薬量、射程の点で優位にあった。また航跡がほとんど発生しないので、夜間はもちろん昼間であっても視認が困難であったという。戦後に「long lance（長槍）」と呼ばれた。
高速の航空機からでも投下できる本格的な航空魚雷を世界に先駆けて実現したのは、日本海軍の九一式魚雷だった。この魚雷は2点の特徴をもっていた。
- 1936年から、木製空中姿勢安定板の「框板」を尾部に装着した（九一式航空魚雷改1）。
- 1941年から、ローリングを安定制御する角加速度制御安定器を備えた（九一式航空魚雷改2）。この安定器は航空魚雷にとって最大のブレークスルーだった。

これらによって、九一式魚雷は高度 20m、速度 333km/h でも、海底の浅い港湾で魚雷を発射できるようになっただけでなく、波立つ海でも発射できるようになった。1941年12月8日の真珠湾攻撃で、第一波の九七式艦上攻撃機40機は、15発以上の九一式魚雷を命中させたと報告している。歴史的に、航空魚雷は巡航ミサイルの前身といえる。
日本海軍の攻撃機では、飛行場など敵の基地の攻撃には大型爆弾を、敵艦隊の攻撃には主に魚雷を利用していた。ミッドウェー海戦では、南雲艦隊の空母が攻撃機に敵基地攻撃用の爆弾を搭載していた途中で敵艦隊を発見し、魚雷に積み替えているところを敵機に襲われて格納庫内の爆弾と魚雷が誘爆した。これによって日本海軍は空母4隻を失い、戦局が逆転するきっかけとなった。なお、この時に命中したのは爆弾だけであり、魚雷の命中は1発もない。
第二次世界大戦末期には、大型魚雷に操縦席を設けて人間が誘導し、敵艦船に搭乗員ごと体当たり攻撃する人間魚雷「回天」という特攻兵器も開発された。イタリアでも人間が搭乗する魚雷が作られたが、こちらは弾頭を目標とする艦の底に設置した後に搭乗者が脱出するという運用法であり、人間魚雷の名前はついていても戦死を前提とする特攻兵器ではない。
なお、試験的に装甲の少ない艦底で爆発するように、凧揚げのように浮きを引っ張り、浮きが敵艦の側面に接触した時に艦底の下で起爆する構造の魚雷も考案された。機関として電気モーターしか使用できず、速度が30ノットに制限され、射程も短かったので、実戦では試験的に使用されただけであったが、戦果はあげている。

### アメリカ海軍と魚雷

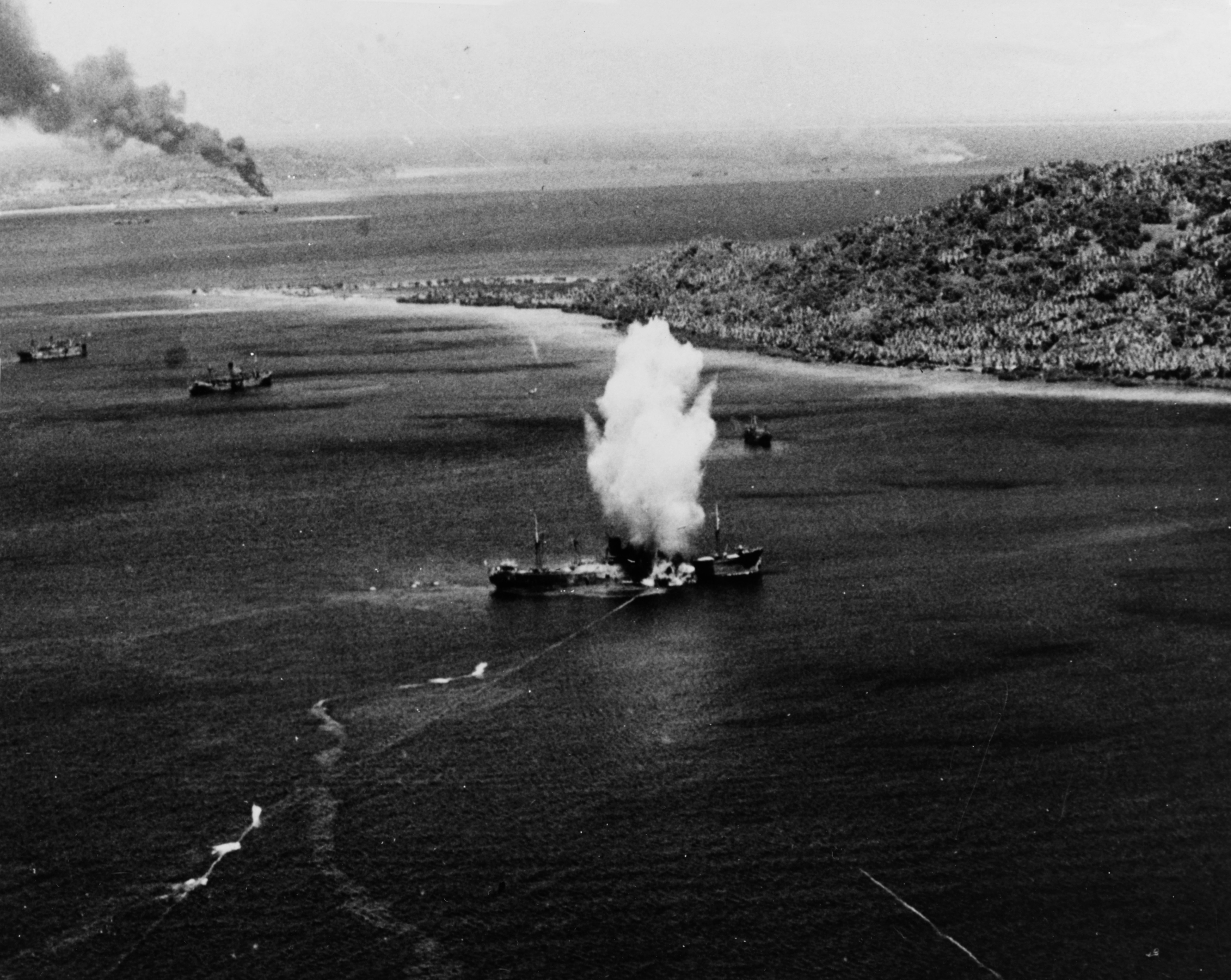
トラック諸島で魚雷攻撃を受ける日本軍の輸送船（1944年2月17日）

アメリカ海軍が第二次世界大戦時に使用したMk13、Mk14、Mk15魚雷は当初性能が悪く、命中しても爆発しないことがたびたびあった。海軍に徴用された捕鯨母船「第三図南丸」は、1943年7月24日に米潜水艦「ティノサ」から12発の雷撃を受けたが、うち10発が不発であり、船体両舷に不発魚雷10発が突き刺さったままトラック島に曳航されてきた。その魚雷が突き刺さった様がかんざしを髪に差した花魁のようだったことから「花魁船」と言われた。また、潜水艦「タリビー」「タング」のように舵の故障により発射した魚雷が潜水艦自身に命中して沈没するという悲劇も生じた。しかし、大戦末期になるとアメリカ軍はこれらの欠点を克服したうえ、TNT火薬の1.6倍の破壊力をもつHBX爆薬による魚雷を用いるようになり、日本の船舶に大きな被害を与えた。
こうした通商破壊以外に、アメリカ海軍はトラック島空襲、レイテ沖海戦、坊ノ岬沖海戦などで雷撃を行い、多数の日本艦艇・船舶を撃沈した。
Mk24機雷など音響誘導式の魚雷も実用化された。また電波を使用する誘導魚雷も開発されたが、ナチスの妨害電波により命中率は低かった。

### 第二次世界大戦後
魚雷は砲弾や後に登場する対艦ミサイルに比べて推進速度が遅く、無誘導魚雷を遠距離から発射すると命中確率が著しく下がるため、可能な限り近距離から発射する必要があった。しかし、第二次世界大戦中に登場したレーダーにより艦船や航空機を遠距離から発見することが容易になり、艦艇の防空火力と対水上砲撃精度が向上した。これらの進歩は隠れる遮蔽物がない外洋において雷撃機や水雷艇、駆逐艦の魚雷の実用発射距離内への接近を困難なものとし、雷撃機と水雷艇の消滅および駆逐艦における対水上艦攻撃用の重魚雷発射管の撤去につながった。さらに魚雷より高速・長射程の対艦ミサイルの実用化により、沿岸地域での運用を前提とする魚雷艇もミサイル艇に取って代わられ、水上艦艇の対艦攻撃手段としてはほとんど用いられなくなった。現在では魚雷を主兵装とするのは潜水艦のみであり、水上艦や航空機に搭載される魚雷は対潜水艦用の誘導魚雷が主流を占めている。
フォークランド紛争で1982年5月2日にイギリス海軍の原子力潜水艦「コンカラー」がアルゼンチン海軍の巡洋艦「ヘネラル・ベルグラノ」をマーク8魚雷で撃沈した。これは2018年時点において原子力潜水艦から発射された魚雷によって撃沈した唯一の例である。この時に使用されたマーク8魚雷は第二次世界大戦時に開発された魚雷で、ホーミング装置が装備されていなかった。
第二次世界大戦後、実戦で魚雷が使用されたのは、朝鮮戦争でのダム攻撃、ベトナム戦争でのトンキン湾事件、そして上記のフォークランド紛争のみである。

## 魚雷の種類と直径

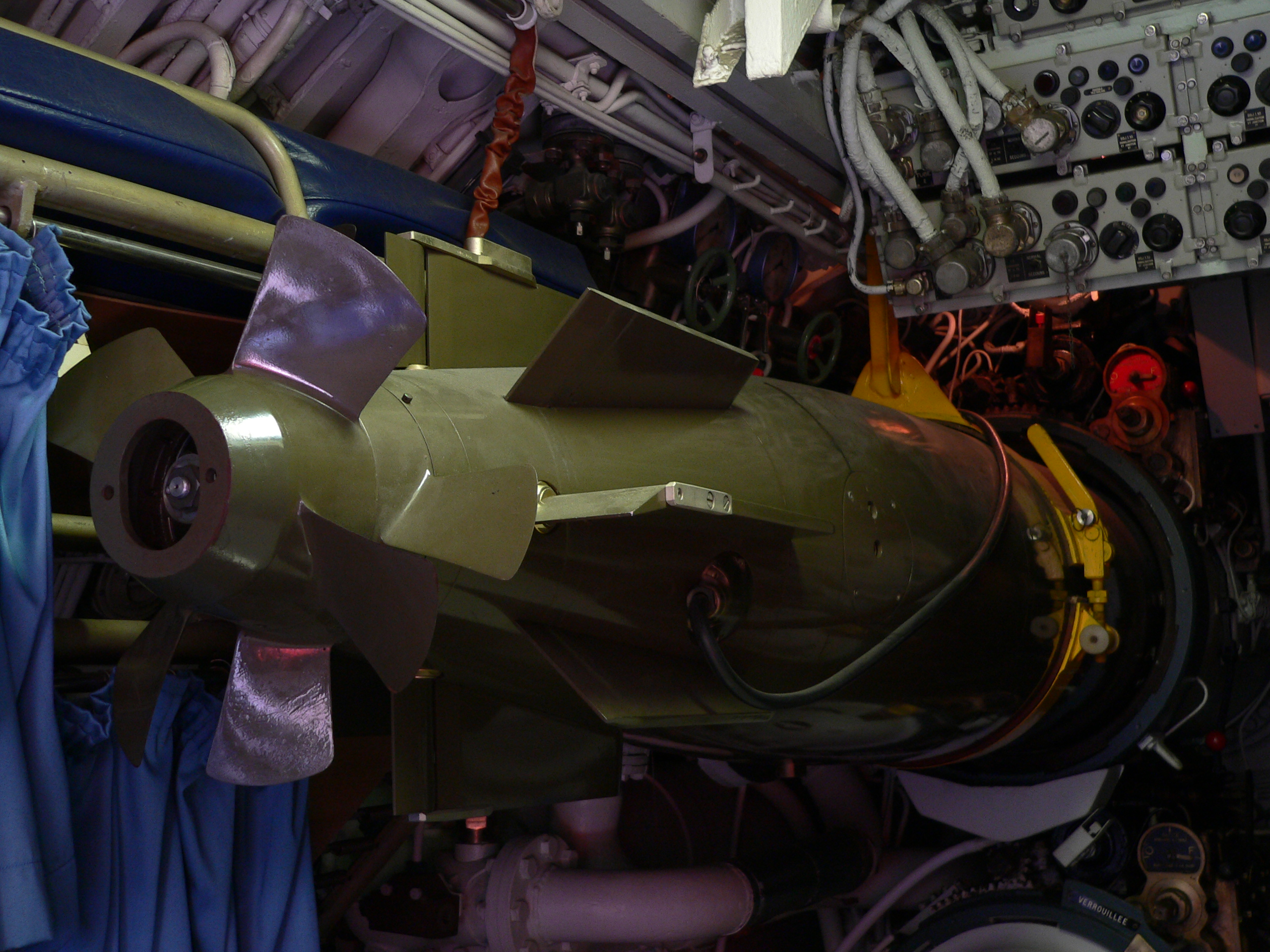
フランス潜水艦アルゴノートの魚雷発射管。魚雷を装填する途中の状態で展示されている

現代の魚雷は目的により大きく2種類に分類される。一つは主として対艦攻撃用の大型・長射程の魚雷であり、長魚雷（重魚雷）と呼ばれる。もう一つは対潜水艦攻撃用の小型・短射程の魚雷であり、短魚雷（軽魚雷）と呼ばれる。対艦ミサイルの発達により長魚雷は数を減らしており、潜水艦搭載用の一部を除き水上艦用のものはすでに用いられていない。短魚雷が現代の魚雷の主流であり、水上艦・航空機などに搭載される。短魚雷は誘導兵器であり、誘導魚雷を指して短魚雷と呼ぶ場合もある。
魚雷の直径は、内部容積の大きさに直結し射程や炸薬重量に影響があるので、砲の口径同様に重要である。魚雷の直径は砲ほどではないが魚雷のクラス分けにも用いられる。全長、重量、その他の要素は相互に影響される。航空機発射型魚雷の場合重量が重要であり、装着点や発射速度に影響がある。近年の魚雷設計において補助魚雷は盛んに開発されていて、通常は集合型パッケージが使用される。飛行機と発射装置のバージョンによって異なるものになる。形状は標準化と扱いやすさと運搬に主眼が置かれ、兵器体系の効率化が図られる。運搬の効率化が実行されると運用上有利になる。
いくつかの一般的な魚雷の直径は以下のとおりである。:
- 324 mm（12.75 インチ ）は最も一般的な短魚雷である。
- 406 mm（16 インチ）はソビエト連邦の初期のASW魚雷に使用された。エコー級と初期のデルタ級潜水艦に搭載、21インチ魚雷発射管に付加された。
- 450 mm（17.7 インチ）は旧日本海軍において標準だったほか、第2次世界大戦中のイタリア海軍でも使用された。また、雷撃機で使用された。ときどき、18インチと換装された。
- 483 mm（19 インチ）は最初にアメリカ海軍の誘導魚雷であるMark 24 FIDO 魚雷(en:Mark 24 Mine)で採用されたほか、Mk.27魚雷（英語版）やMk.32魚雷、Mk.37魚雷でも用いられたが、現在ではすべて退役している。
- 533 mm（21 インチ）は第二次世界大戦における重魚雷の標準的なサイズであった。以下のものが含まれる:
  - 第二次世界大戦時の魚雷
  - 旧日本海軍の潜水艦
  - ドイツ海軍の魚雷（G7a / G7e）
  - NATOの魚雷
  - いくつかのソ連とロシアの魚雷、ASW型も含む。
- 550 mm（22 インチ）は、フランス海軍で使用される規格である。
- 610 mm（24 インチ）九三式魚雷（酸素魚雷）は旧日本海軍の駆逐艦と巡洋艦で使用され、人間魚雷回天の原型にもなった。
- 650 mm（およそ25.6 インチ）はロシア連邦海軍最大の魚雷の直径である。タイプ65魚雷が代表的な形式である。533mm型が650mm発射管に増設される。

他に直径の大きな魚雷としては660 mm（26 インチ）、762 mm（30 インチ）と916 mm（約 36 インチ）があり、複数の原子力潜水艦に搭載される。これらの魚雷発射管は大口径なので、スタンダード21型重魚雷だけでなく巡航ミサイルの発射にも対応できる。有人特攻魚雷回天はφ1m級（上部に搭乗ハッチ部や潜望鏡などが突き出していた）。更に巨大な、ロシアで開発中の原子力推進核魚雷（ドローンとも）ポセイドン (原子力潜水ドローン)の外径は、1.6-2mに達するとする説がある。

## 制御

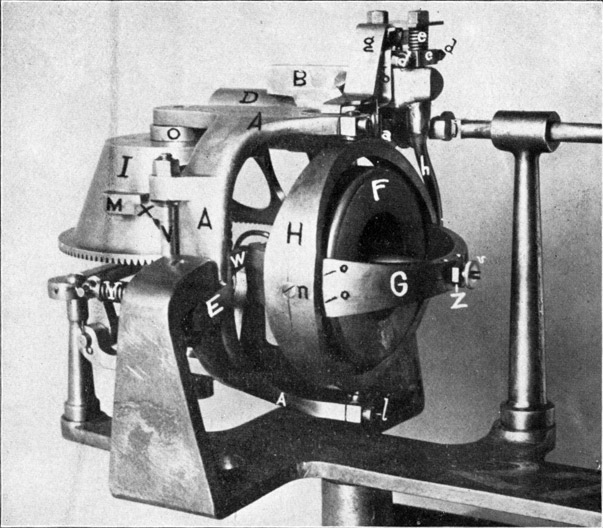
ルートヴィヒ・オプリーが開発したジャイロスコープ装置。

初期の魚雷は制御装置を持たなかったので潮流や波の影響を受けやすく、目的の方向に真っ直ぐ進むことすらままならなかった。航走距離が短かったこともあるが、命中させるためにはできる限り目標に接近して発射することが要求された。
第一次世界大戦の頃になると、深度、速度、進路の調整を可能にする装置が開発された。これにより命中精度が向上するとともに、標的に対して放射状に複数の魚雷を発射することや、航行する遠距離の艦船も攻撃目標とすることなどが可能になった。
オーストリアの海軍士官で技師のルートヴィヒ・オプリーが1895年に魚雷操舵用のジャイロスコープ装置（英語ではObry's Gyroscope、ロシア語ではприбор обри）を考案し、1986年にロバート・ホワイトヘッドが権利を購入してホワイトヘッド魚雷に搭載すると大きな成果を上げた。
深度調整装置
常に一定の深度を保たせる（深度が浅過ぎれば波の影響を受け、深すぎると敵艦の下を通り抜けてしまうが、後に艦底直下で起爆させる事を狙う様にもなった）ための装置。また、標的により大きな被害を与えるため、敵艦種によって航走深度を変更するのに使用した。
速度調整装置
速度が常に一定になるように調整する装置。何秒で何メートル進むか正確に設定できるようになり、航行する標的に対し、魚雷の未来位置を予測して発射することが可能になった。
自動操舵装置
ジャイロスコープと連動しており、発射前に方位を設定しておくと、魚雷が外乱によって進行方向がずれてもジャイロスコープの示す方位と操舵装置に設定した進路とのずれを感知し、設定した進路に戻るよう自動的に舵を制御することで直進ができるようになった。

### 誘導装置
電子工学の発達により魚雷に搭載可能な誘導装置が登場したことで打ちっ放し能力を備えた魚雷が登場した。これにより潜航中の潜水艦に対しても魚雷を命中させることが可能になり、それまでの主流だった爆雷に替わる対潜兵器としても使用されるようになった。また通信装置を搭載し命中以前に自爆させたり、デコイに惑わされないように軌道を修正したりするなど対艦ミサイルのような使い方も可能となった。
音波誘導
敵艦の発する音を追尾するパッシブ型と、自ら発した音波の反射で目標を追跡するアクティブ型がある。打ちっ放しが可能であるがデコイにより欺瞞される可能性がある。
有線誘導
後部から通信用ワイヤーを延ばして艦船から直接操作する。命中以前に自爆させたり軌道を修正したりすることが可能だが、ワイヤーの長さや発射管との角度に制限を受ける。電線の代わりに光ファイバーを利用する例もある。
現代では、有線誘導の他に音波誘導などを併用したハイブリッド誘導方式もある。そのような魚雷では、途中までを有線で誘導して敵艦を補足後に誘導ケーブルを切り離し、音波などによる誘導に切り替えることが可能。射程や機動を誘導ケーブルによって制限されることはなく、音波誘導のみに比べ欺瞞に強い。
無線誘導
第二次世界大戦中にはアメリカ海軍が電波で誘導する方式を実用化したが、ナチスの妨害電波により失敗が多かった。対抗策としてヘディ・ラマーとジョージ・アンタイルによりスペクトラム拡散技術が考案されたが当時は実装が難しく、特許が秘匿されたことで主流とはならなかった。

## 弾頭
魚雷の弾頭には各国で魚雷用に開発された爆薬が搭載されていた。魚雷や爆雷は、水中爆発で発生するバブルパルスによって目標を破壊する。このため、空気中で使用する爆薬とは成分が異なるものが使用されている。信管についても、触発信管のほか、遅延信管、対水上艦向けについては磁気信管（直撃によらず艦船の直下で起爆し、竜骨・船底を破壊する）を使用しているものもある。磁気信管は「艦底起爆魚雷」として、太平洋戦争中の日本海軍でも開発され、一部の潜水艦で実戦に使用された。
イギリス
トーペックス
アメリカ
HBX爆薬
PBXN-103
PBXN-111
日本
九七式爆薬
ドイツ
SW18:  TNT 50%, HMD 24%, アルミ粉 15%
SW36S: TNT 67%, HMD 8%, アルミ粉 25%
SW39:  TNT 45%, HMD 5%, 硝酸アンモニウム 30%, アルミ粉 20%
SW39a: TNT 50%, HMD 10%, 硝酸アンモニウム 5%, アルミ粉 35%

### 核魚雷
米ソ冷戦時代、より高速で、深く、静かに航行できるようになった潜水艦や優勢な水上艦隊を確実に撃沈できるように、核弾頭を装備した核魚雷が開発された。アメリカ海軍は「Mk45」を一時配備した。キューバ危機では、アメリカ海軍の封鎖線に阻止されたソビエト連邦海軍の潜水艦「B59」が核魚雷の発射寸前に至った。

## 推進機構
初期の魚雷は内燃機関により気泡（雷跡）が発生するため、敵側から発見され回避行動をとられたり、発射した潜水艦の位置がすぐ特定されたりする事も多かった。そのため雷跡を残さない様々な推進方式が考案されたが、当然射程距離と雷速と最大対応深度との兼ね合いもあった。

### 冷走魚雷
推進に内燃機関をもたない方式の魚雷。草創期の方式である。

#### 圧縮空気
草創期に成功を収めた推進方式のひとつに圧縮空気を用いたものが挙げられる。圧縮空気は2.55Mpaに保持され、その空気をピストンエンジンに送って1機のスクリューを毎分100回転させた。約180mを平均速度6.5ノット（時速12km）で推進するものであった。1906年に Whitehead が製作した魚雷は1000mを推進し、平均速度は35ノット（時速64km）に達する。高圧の空気が膨張すると周りの熱を奪い機関が凍結する問題が生じたが、海水を使って暖めることで解決し、性能向上につながった。

#### 蒸気
アルコール（最初はエチルアルコール、後にメチルアルコール）と圧縮空気から蒸気を発生させて推進力とする方式。圧縮空気だけの場合と比較してスピードは増したが、航跡がはっきりしてしまうという欠点があった。アルコール以外に、過酸化水素の分解によって発生する蒸気を用いるヴァルター機関を搭載する魚雷も開発されている。

### 熱走魚雷
内燃機関による推進を行う方式の魚雷。1904年頃から開発が始まった。

#### ウェットヒーター
燃焼で発生する熱を水で冷却していたが、冷却の過程で発生した水蒸気をエンジンに送り込んで推進に活用する方法が見出された。蒸気を利用する魚雷はウェットヒーターと呼ばれ、蒸気を利用しない形式はドライヒーターと呼ばれる。ウェットヒーター式魚雷は、第一次世界大戦から第二次世界大戦にかけて使用された。

#### 圧縮酸素
燃料をエンジンで燃焼させて推進する魚雷の航続距離は、燃料のほかに酸化剤の搭載量にも大きく影響される。旧来の圧縮空気を用いた形式では燃焼に不要な窒素などが多く含まれているため（酸素は21%程度）、純粋な酸素だけを圧縮し、より多くの酸化剤として搭載することが検討された。水に溶けにくい窒素が燃焼の後に排出されないので航跡が見えにくくなるという利点も得られるが、燃焼のコントロールが難しく爆発事故が相次いだために各国では実用化に手を焼いていた。1933年に日本が、最初は空気で燃焼を開始し、徐々に酸素に切り替えるという手法を用いることで開発に成功し、世界に先駆けて実用化した。この時開発された九三式魚雷（戦後、アメリカ合衆国の歴史家モリソンによって“long lance（長槍）”とあだ名された）は36ノットで40kmにもおよぶ最大射程を誇った。

### 電気式魚雷
第二次世界大戦時にドイツが最初の電池式魚雷G7eを開発した。従来型の加熱魚雷G7aよりも射程が短く速度も遅いが、航跡がなく安価であるという利点があった。ただし、充電可能な鉛蓄電池は衝撃に弱く、使用前に頻繁に整備を要し、さらには最高の性能を発揮させるには、あらかじめ適度に温度を上げておく必要があった。使い捨ての電池を使用した実験モデル(G7ep)も開発されている。
Mk24 タイガーフィッシュやDM2のような現在の電気推進式の魚雷は、整備の必要がなく、数年以上にわたって保管しても性能が低下しない酸化銀電池を使用している。ほかに、電池の電解質に溶融塩を使用したものがある。

### 現代の推進方法
電気、ガスタービン（イギリスのスピアフィッシュ魚雷）、モノプロペラントなどさまざまなものがある。アメリカ合衆国の最新型魚雷の一つである Mk.50 バラクーダは、六フッ化硫黄とリチウムの化学反応で発生するガスによる閉サイクル・蒸気機関を用いている。
近年の魚雷には、推進器にポンプジェットを採用したものも出てきており、その速力は60ノットを超える場合もある。ロシアのシクヴァルやドイツのバラクーダは、スーパーキャビテーションによって200ノット(時速370km)以上の速度が出せる。一方、スーパーキャビテーションを用いないMk.46魚雷の速度は28ノット(時速52km)である。

2018年、ロシア連邦のウラジーミル・プーチン大統領は、開発・配備を進めていると語った新型核兵器の一つに、原子力エンジンで長距離を航走し、海軍基地や海岸都市、艦隊を核攻撃できる戦略魚雷が含まれることを明らかにした。

## ギャラリー
- S型潜水艦（S-56）の発射管室。壁面には兵員用の簡易ベッド、天井には魚雷搬送用のホイストクレーンが設けられている。
- 魚雷発射管へ装填される魚雷の様子（フランス原子力潜水艦ル・ルドゥタブル）
- Mk 32 短魚雷発射管から発射されるMK-46魚雷
- P-8から投下されるMK-46魚雷
- 巡洋戦艦ザイドリッツに53センチ魚雷が命中してできた穿孔
- 戦艦オクラホマの魚雷命中孔（真珠湾）下側に写っている人物とのサイズ比較
- 第二次世界大戦中に開発されたFlächen-Absuch-Torpedo。目標地点で蛇行させることで命中率を上げようとした。

## 対策
- 魚雷防御網（英語版）(防雷網)
- 迎撃魚雷[2]
- 対潜哨戒機による警戒
- ソナーデコイ - 擬似気泡缶、曳航型デコイ（AN/SLQ-25）など
- プレーリー・マスカー遮音装置（英語版）

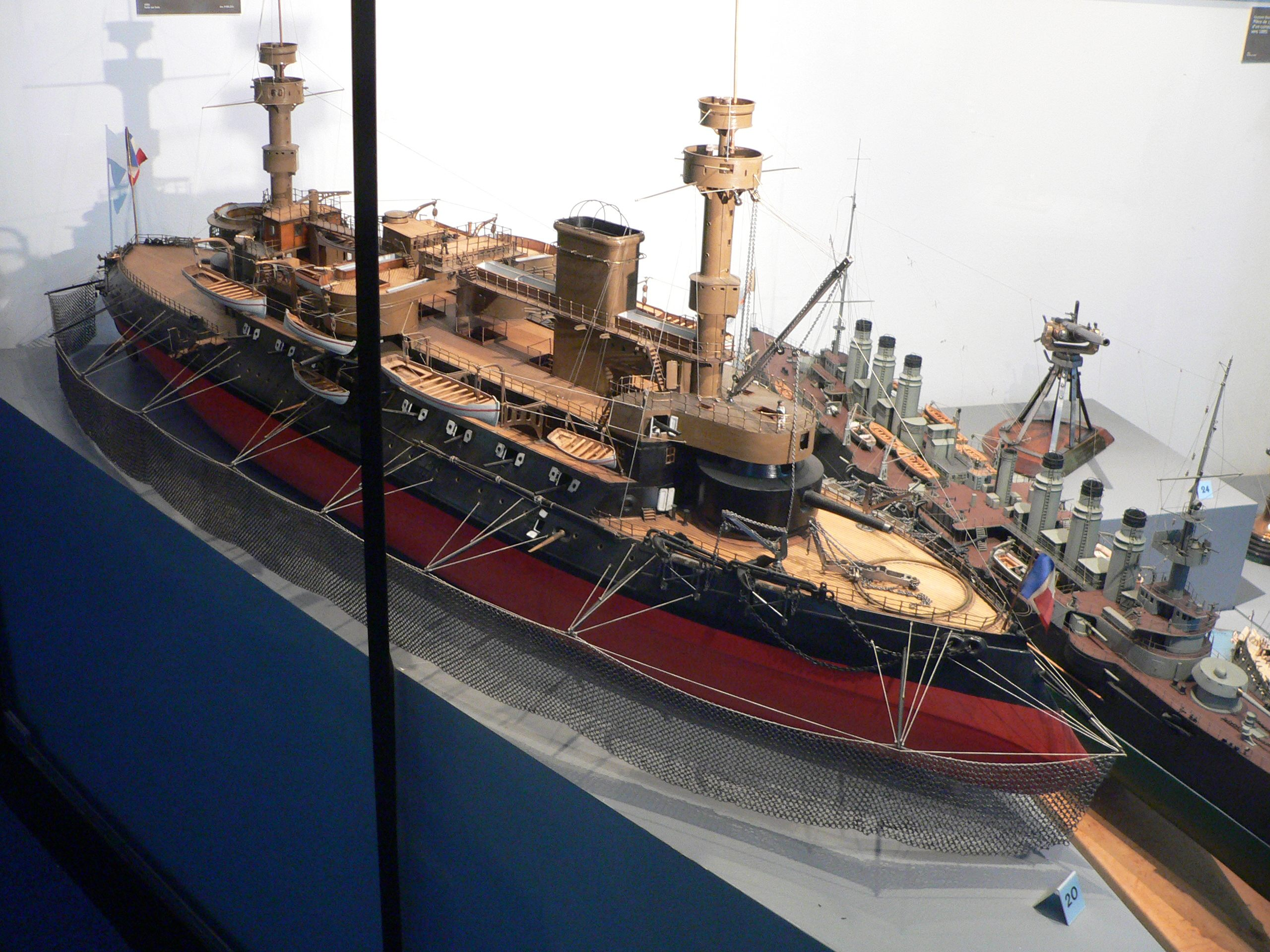
魚雷防御網を展開したフランス海軍の戦艦オッシュ
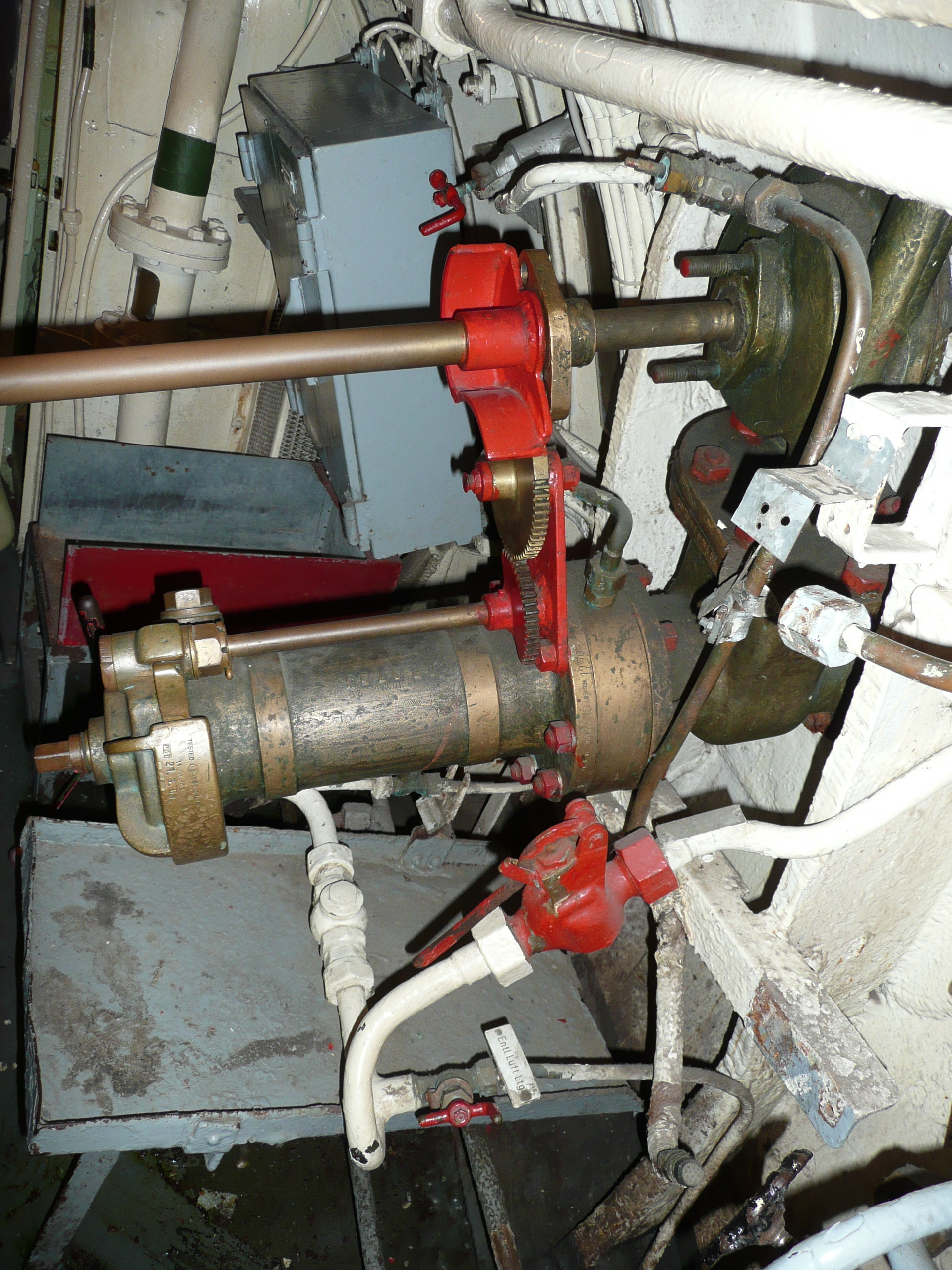
UボートXXI型に搭載された擬似気泡缶ボールドの発射管
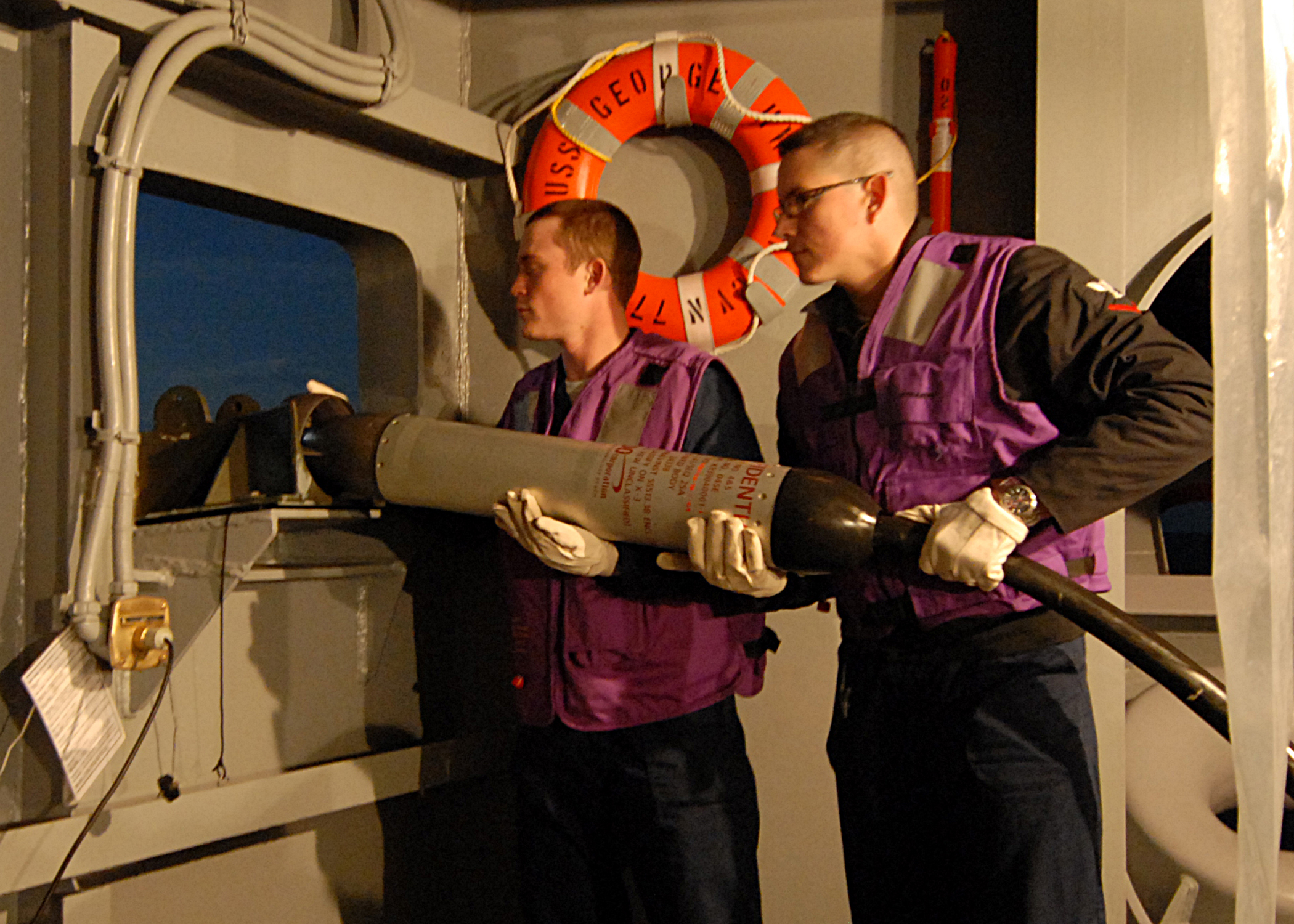
艦内の繰出し口に差し込まれるAN/SLQ-25。